# Собор Святого Мартина (Айзенштадт)
Собор Святого Мартина (нем. Dom St. Martin) — католическая церковь, находящаяся в городе Айзенштадт, Австрия. Церковь святого Мартина является кафедральным собором епархии Айзенштадта.

## История
Первое документальное упоминание о церкви Святого Мартина датируется 1264 годом. Церковь Святого Мартина называется «малой базиликой», находящейся в деревне Клайнмартинс. В XIII веке церковь Святого Мартина стали перестраивать в готический стиль, оформление которого закончилось в 1522 году. После пожара 1589 года восстановление храма продолжалось длительное время до 1629 года. В 1777 году в церкви была помещена икона Святого Мартина авторства Штефана Дорффмайстера. В 1778 году в церкви был установлен орган.
После учреждения епархии Айзенштадта церковь Святого Мартина стала кафедральным собором епархии. В 1960 году началось новое обустройство внутреннего пространства церкви по плану архитектора Якоба Адельхарта, которое завершилось в 2003 году. Витражи пресвитерия авторства Франца Дееда отображают сцены из жизни Иисуса Христа. Витражи боковых нефов авторства Маргрет Бильгер изображают события из жизни Иоанна Крестителя. В 1980 году портал храма был украшен витражом, посвященным Деве Марии. 12 апреля 2003 года был освящён новый алтарь собора.